# März 2011
Portal Geschichte | Portal Biografien | Aktuelle Ereignisse | Jahreskalender | Tagesartikel

◄ |
20. Jahrhundert |
21. Jahrhundert

◄ |
1980er |
1990er |
2000er |
2010er
| 2020er | 2030er | 2040er

◄ |
2007 |
2008 |
2009 |
2010 |
2011
| 2012 | 2013 | 2014 | 2015 | ►

◄ |
Dezember 2010 |
Januar 2011 |
Februar 2011 |
März 2011 |
April 2011 |
Mai 2011 |
Juni 2011 |
►
Dieser Artikel behandelt tagesbezogene Nachrichten und Ereignisse im März 2011.

## Tagesgeschehen

### Dienstag, 1. März 2011

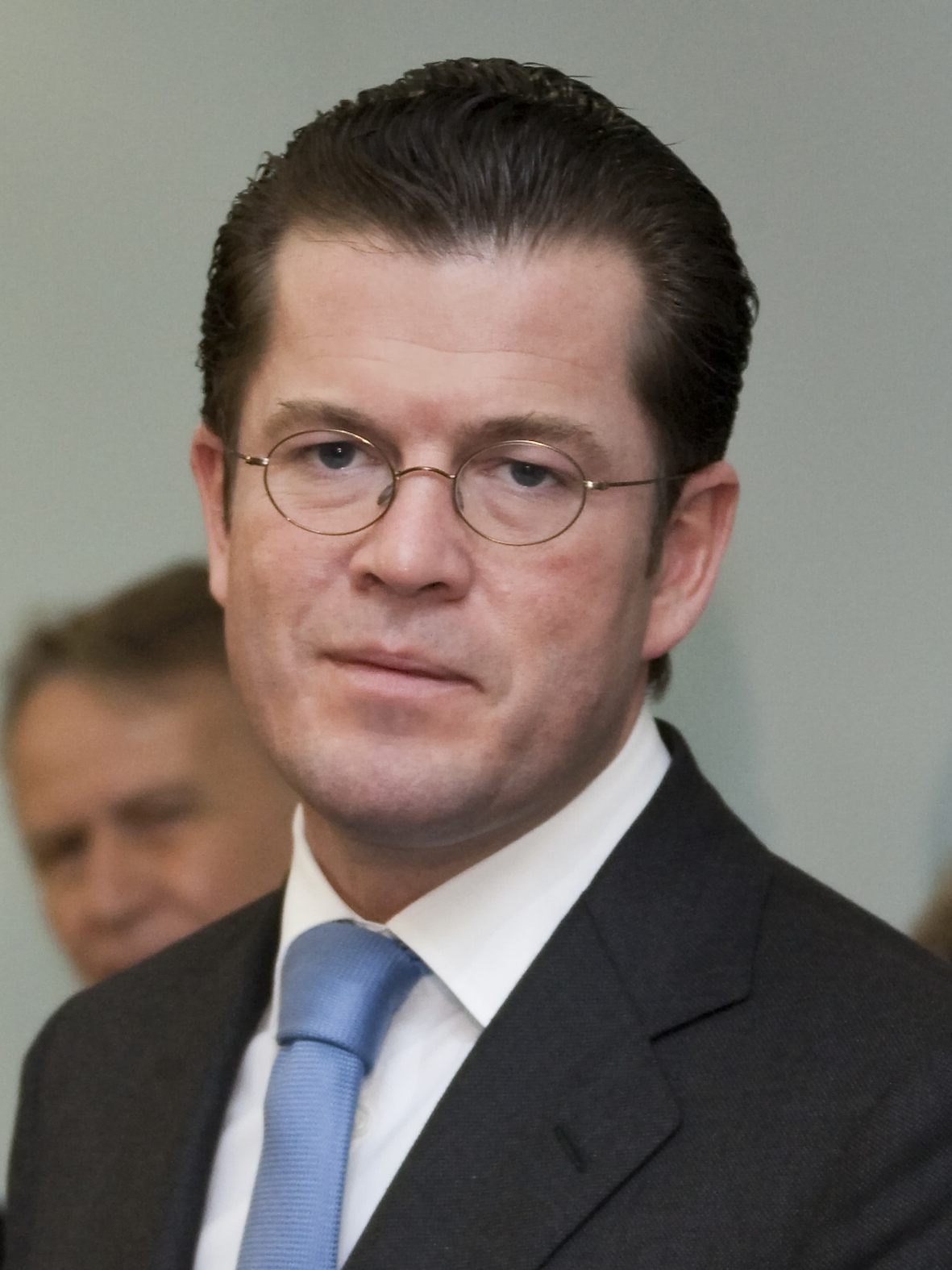
Karl-Theodor zu Guttenberg

- Berlin/Deutschland: Karl-Theodor zu Guttenberg tritt wegen der Plagiatsaffäre um seine Dissertation als Bundesverteidigungsminister und von allen weiteren politischen Ämtern zurück.[1]

### Mittwoch, 2. März 2011
- Den Haag/Niederlande: Der Internationale Strafgerichtshof beginnt wegen des Verdachts von Menschenrechtsverletzungen bei den Protesten mit Ermittlungen gegen Libyens Diktator Muammar al-Gaddafi.[2]
- Frankfurt am Main/Deutschland: Bei einem Anschlag am Flughafen erschießt der aus dem Kosovo stammende 21-jährige Arid Uka zwei US-Soldaten (United States Air Force) und verletzt zwei weitere schwer.[3]

### Donnerstag, 3. März 2011

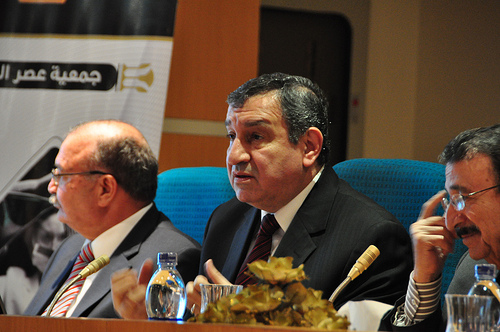
Essam Scharaf

- Chanty-Mansijsk/Russland: Beginn der Biathlon-Weltmeisterschaften[4]
- Kairo/Ägypten: Nach heftigen Protesten gegen seine Übergangsregierung tritt Ministerpräsident Ahmad Schafiq von seinem Amt zurück, sein Nachfolger wird Essam Scharaf.[5]
- Cardiff/Vereinigtes Königreich: Bei einem Referendum in Wales stimmt eine deutliche Mehrheit für die Erweiterung der Gesetzgebungskompetenzen des walisischen Parlaments.

### Freitag, 4. März 2011

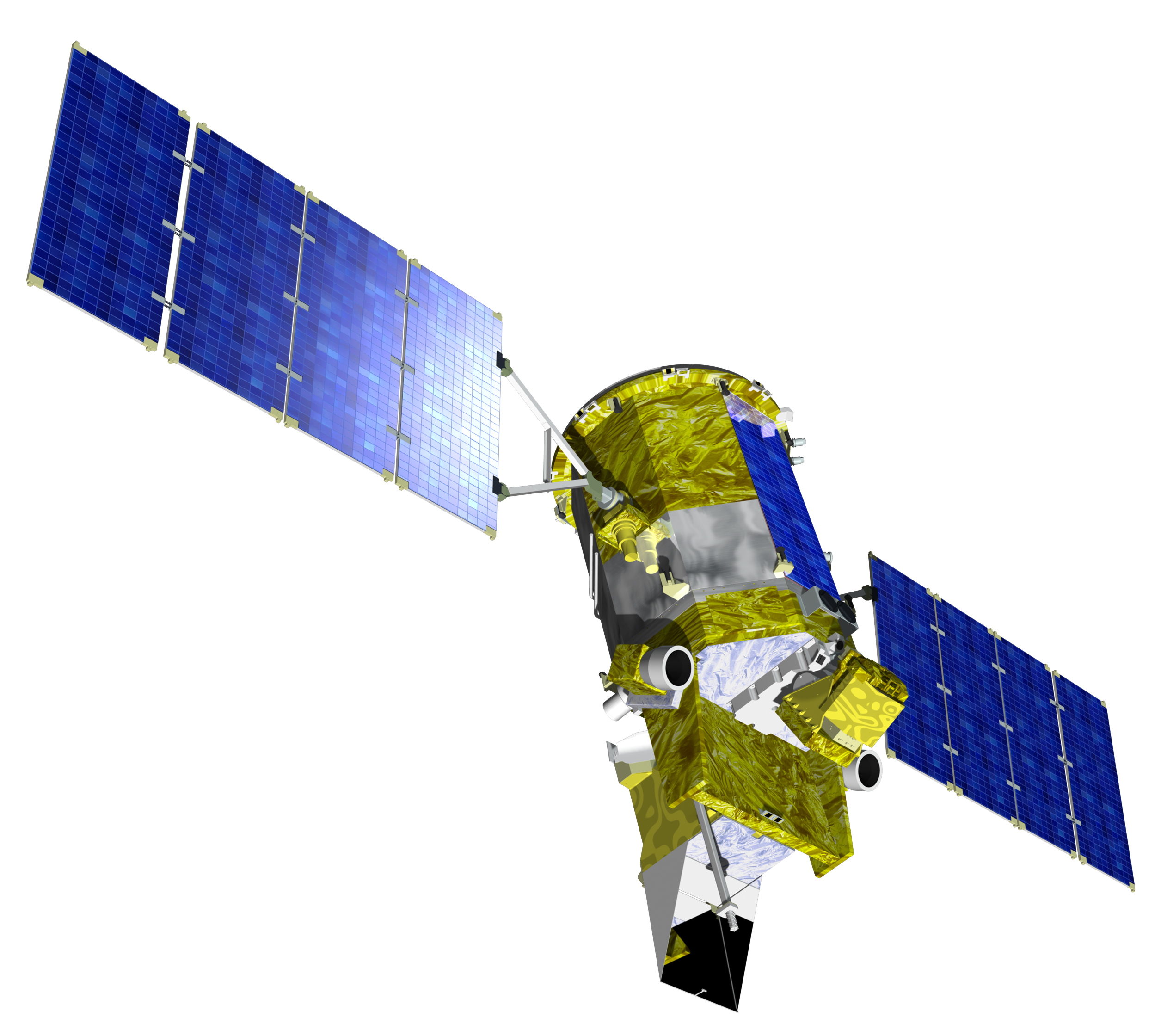
NASA-Satellit-Glory

- Apia/Samoa: Bei den Parlamentswahlen gewinnt die Regierungspartei Human Rights Protection Party mit 55,6 % der Wählerstimmen, während die Tautua Samoa Party 22,7 % und unabhängige Kandidaten 19,7 % der Wählerstimmen erhalten.[6]
- Paris/Frankreich: Beginn der Leichtathletik-Halleneuropameisterschaften[7]
- Santa Barbara County/Vereinigte Staaten: Nach dem Start des NASA-Satelliten Glory auf der Vandenberg Air Force Base erreicht die Taurus-XL-Trägerrakete nicht den Orbit und stürzt in den Pazifischen Ozean.[8]

### Samstag, 5. März 2011
- Florianópolis/Brasilien: Bei einem Busunglück im Bundesstaat Santa Catarina kommen mindestens 25 Menschen ums Leben.[9]

### Sonntag, 6. März 2011

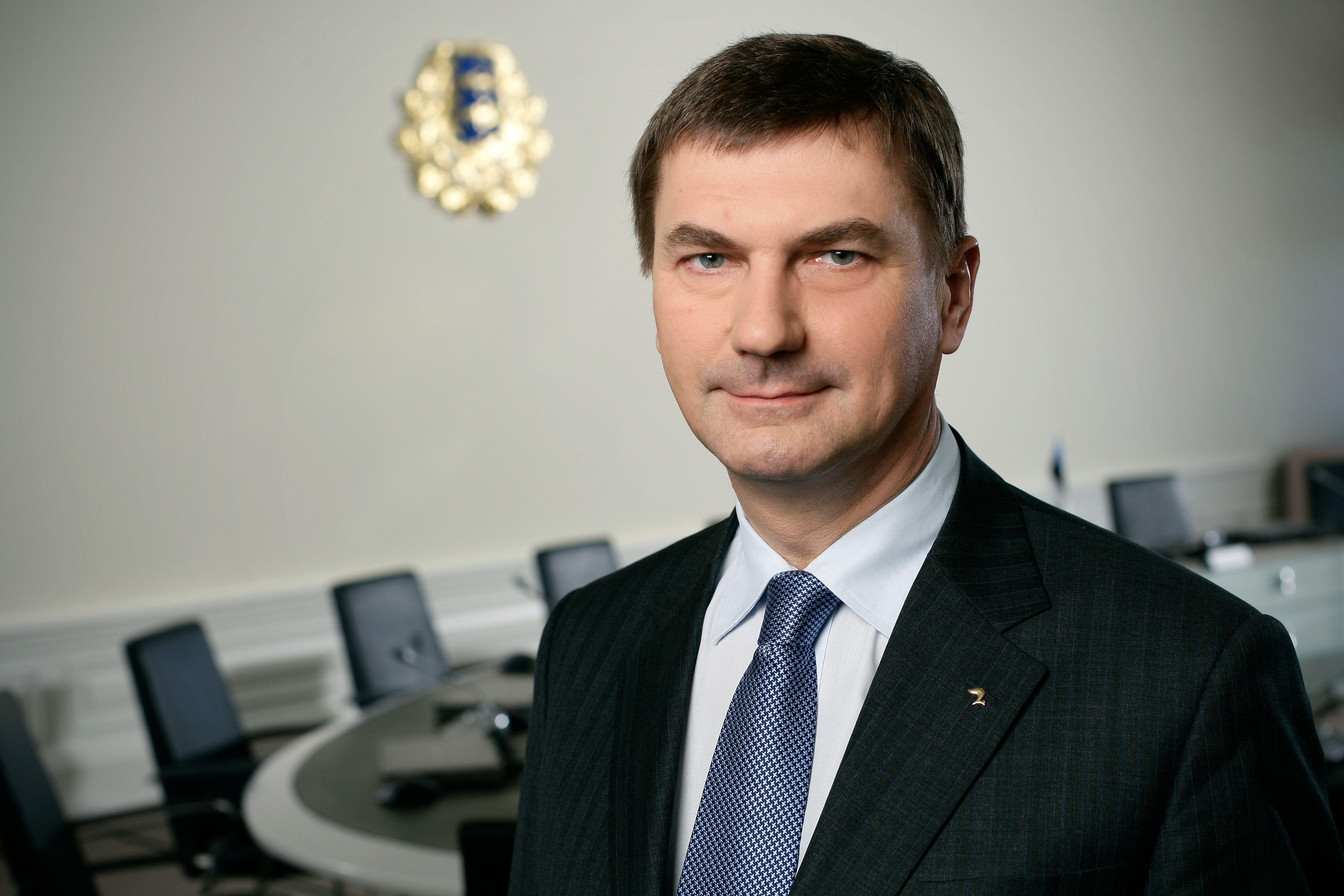
Andrus Ansip

- Tallinn/Estland: Bei der Parlamentswahl erhält die Reformpartei von Ministerpräsident Andrus Ansip 28,6 %, die Zentrumspartei 23,3 %, die Isamaa ja Res Publica Liit 20,5 % und die Sozialdemokratische Partei 17,1 % der Wählerstimmen.[10]
- Tokio/Japan: Außenminister Seiji Maehara tritt aufgrund einer Spendenaffäre zurück.[11]

### Montag, 7. März 2011
- Hamburg/Deutschland: Olaf Scholz wird zum Ersten Bürgermeister gewählt; neue Bürgerschaftspräsidentin wird die Sozialdemokratin Dorothee Stapelfeldt.[12]
- Paris/Frankreich: Prozessbeginn gegen den ehemaligen Bürgermeister und Staatspräsidenten Jacques Chirac, dem unter anderem die Veruntreuung öffentlicher Gelder vorgeworfen wird.[13]

### Dienstag, 8. März 2011
- Faisalabad/Pakistan: Bei einem Bombenanschlag der Taliban kommen mindestens 23 Menschen ums Leben und mehr als 150 weitere werden verletzt.[14]

### Mittwoch, 9. März 2011

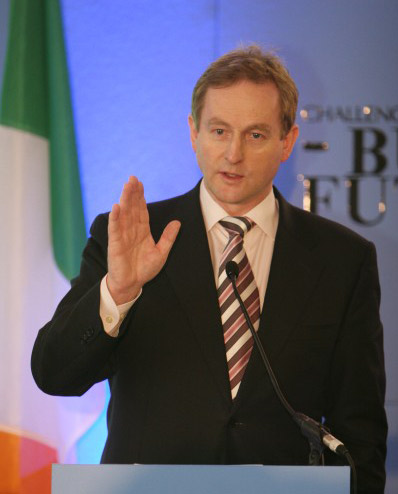
Enda Kenny (2007)

- Dublin/Irland: Enda Kenny wird vom Parlament zum Ministerpräsidenten gewählt.[15]
- Peschawar/Pakistan: Bei einem Bombenanschlag der Taliban kommen mindestens 36 Menschen ums Leben und mehr als 100 weitere werden verletzt.[16]
- Springfield/Vereinigte Staaten: Als 16. Bundesstaat schafft Illinois die Todesstrafe ab.[17]

### Donnerstag, 10. März 2011

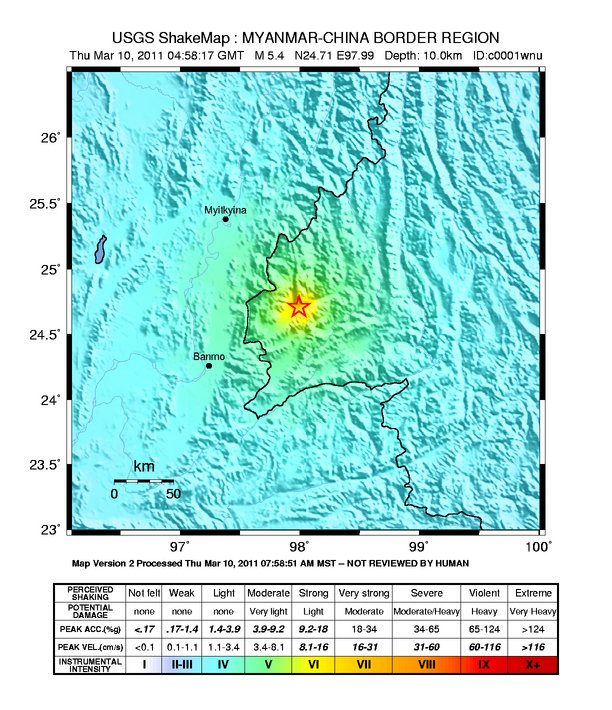
Schematische Darstellung des Erdbebens in China

- Kunming/China: Bei einem Erdbeben der Stärke 5,5 bis 5,8 Mw in der Provinz Yunnan kommen mindestens 24 Menschen ums Leben und mehr als 150 weitere werden verletzt.[18]
- Paris/Frankreich: Die Regierung erkennt als erste weltweit den oppositionellen Nationalrat als rechtmäßige Vertretung Libyens an.[19]

### Freitag, 11. März 2011

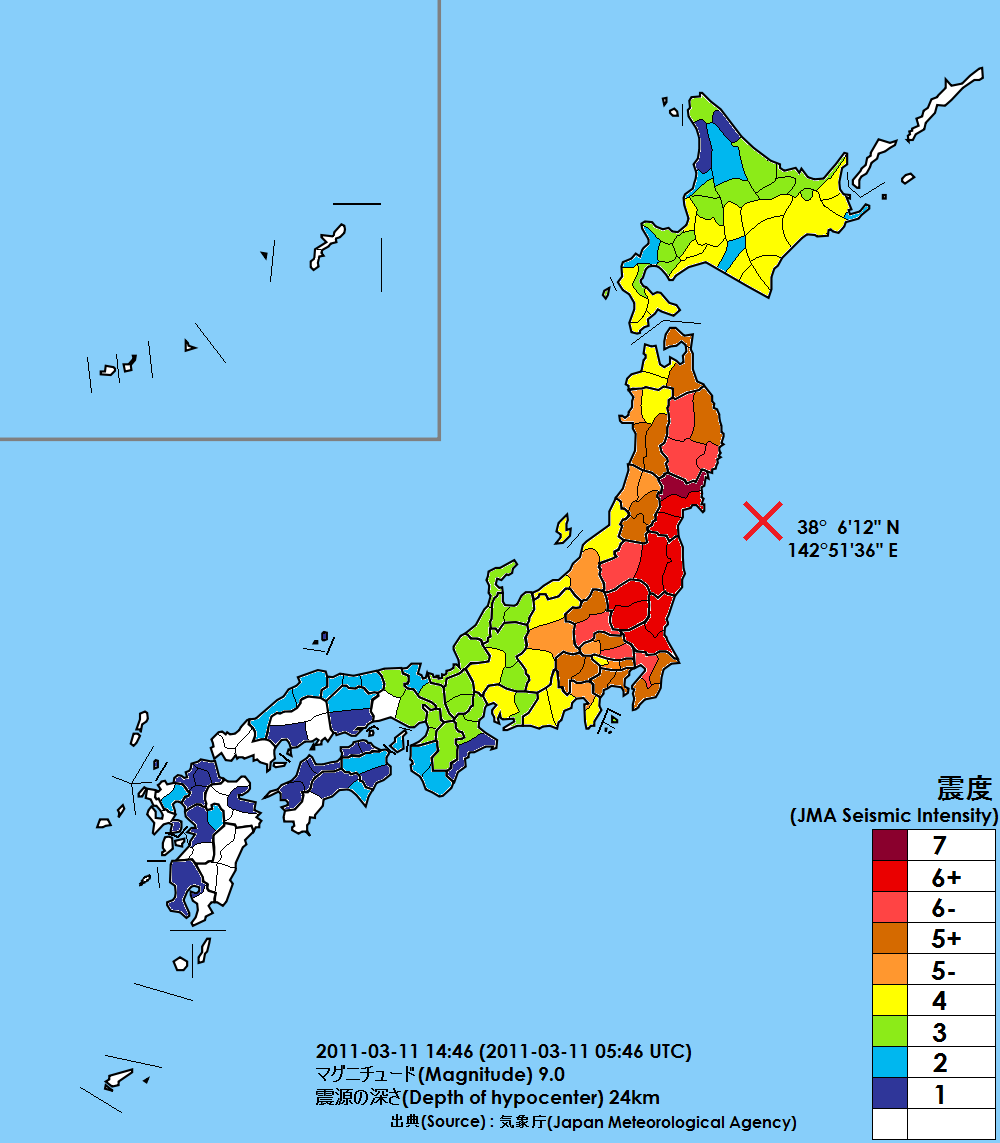
Seismische Aktivitäten beim Tōhoku-Erdbeben

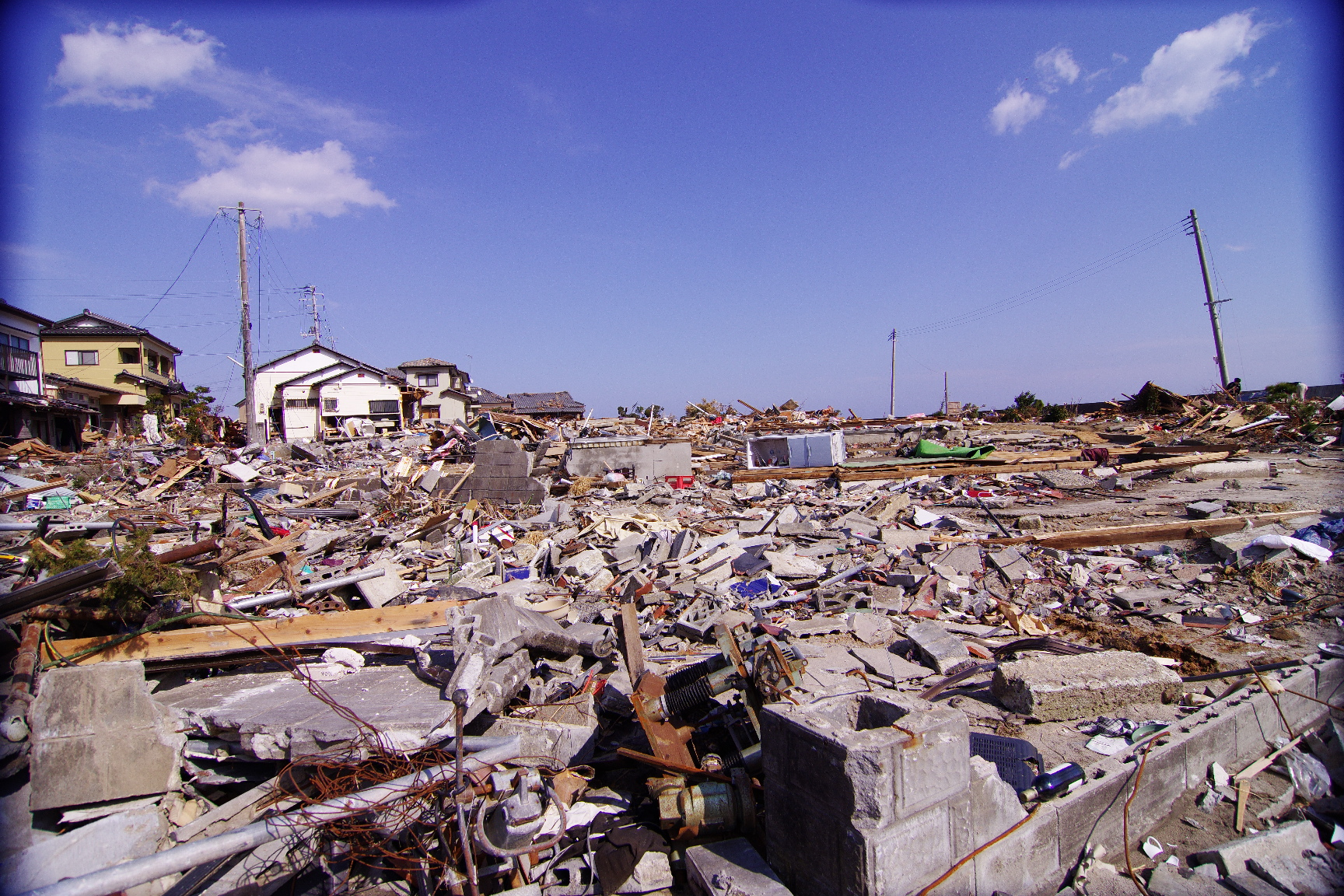
Iwaki, Japan

- Ōkuma/Japan: In der Folge des Tōhoku-Erdbeben der Stärke 9,0 Mw kommt es im Kernkraftwerk Fukushima I zu einer Serie ernster bis schwerer Unfälle, auch das Kernkraftwerk Fukushima II ist von Störungen betroffen.[20]
- Sanaa/Jemen: Nach dem islamischen Freitagsgebet fordern Tausende von Demonstranten den Rücktritt des Präsidenten Ali Abdullah Salih.[21]
- Sendai/Japan: Durch das Tōhoku-Erdbeben und durch den dadurch ausgelösten Tsunami kommen vorwiegend im Nordosten Japans über 11.000 Menschen ums Leben, mehr als 17.000 weitere werden vermisst.[22][23]

### Samstag, 12. März 2011
- Lissabon/Portugal: In mehreren Städten des Landes demonstrieren insgesamt etwa 300.000 Menschen für Verbesserungen der Arbeits- und Lebensbedingungen.[24]
- New York/Vereinigte Staaten: Bei einem Busunglück kommen mindestens 15 Menschen ums Leben.[25]
- Niamey/Niger: Bei der Stichwahl um das Präsidentschaftsamt gewinnt Mahamadou Issoufou mit 57,95 % der Wählerstimmen, während Seini Oumarou 42,05 % erreicht.[26]
- Stuttgart/Deutschland: Etwa 60.000 Demonstranten bilden eine Menschenkette zwischen dem Sitz der baden-württembergischen Landesregierung und dem Kernkraftwerk Neckarwestheim und protestieren damit für einen sofortigen Atomausstieg.[27]

### Sonntag, 13. März 2011

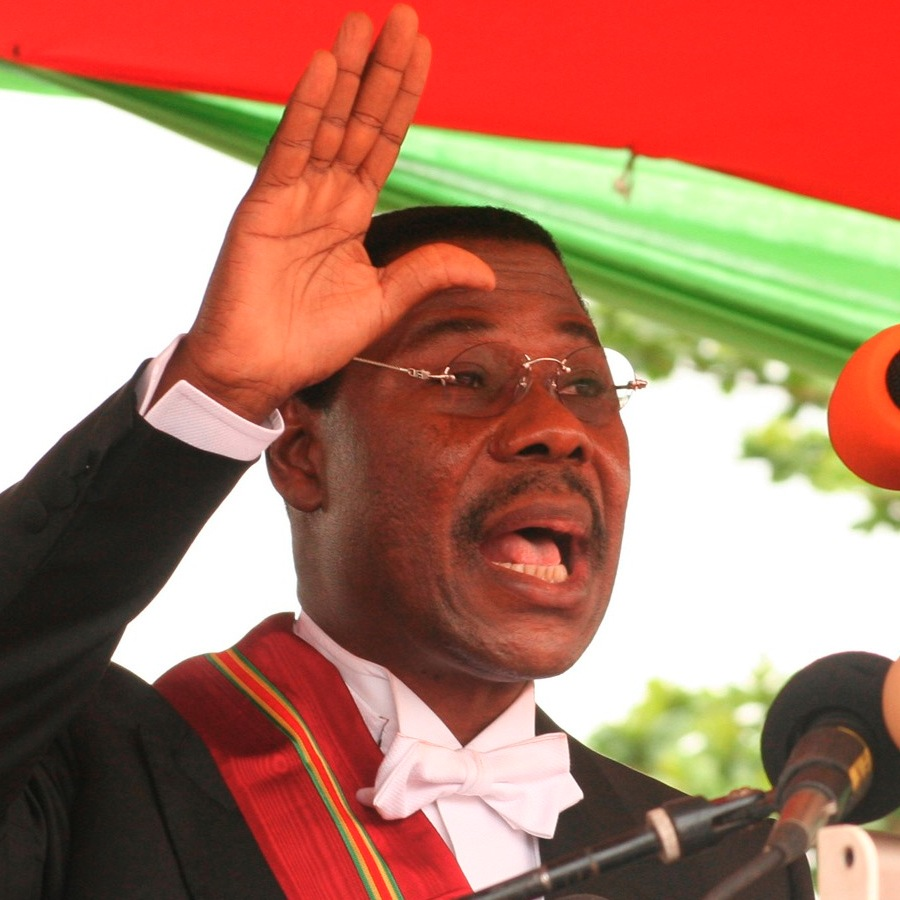
Boni Yayi (2006)

- Chanty-Mansijsk/Russland: Ende der Biathlon-Weltmeisterschaften
- Porto-Novo/Benin: Bei den Präsidentschaftswahlen gewinnt Amtsinhaber Boni Yayi mit 53,18 % der Wählerstimmen, während Adrien Houngbédji 35,66 % erreicht.[28]

### Montag, 14. März 2011
- Berlin/Deutschland: Als Reaktion auf die Unfälle in japanischen Kernkraftwerken nach dem Tōhoku-Erdbeben verhängt die Bundesregierung ein dreimonatiges Atom-Moratorium.[29]
- Frankfurt am Main/Deutschland: Stephan Grill wird mit dem Nachwuchspreis und Cesare Montecucco mit dem Hauptpreis des Paul-Ehrlich-und-Ludwig-Darmstaedter-Preises ausgezeichnet.[30]
- Kunduz/Afghanistan: Bei einem Selbstmordanschlag der Taliban kommen mindestens 36 Menschen ums Leben und mehr als 40 weitere werden verletzt.[31]
- Manama/Bahrain: Nach anhaltenden Auseinandersetzungen zwischen der schiitischen Opposition und der sunnitischen Regierung marschieren über 1.000 saudi-arabische Soldaten in das Land ein. Der Iran kritisiert diese Aktion scharf und ruft Bahrain auf, friedlich auf die Demonstrationen zu reagieren.[32]

### Dienstag, 15. März 2011
- Jounieh/Libanon: Béchara Pierre Raï wird zum Nachfolger des am 26. Februar 2011 zurückgetretenen Maronitischen Patriarchen von Antiochien und des ganzen Orients Nasrallah Boutros Sfeir gewählt.[33]

### Mittwoch, 16. März 2011
- Berlin/Deutschland: Ulla Bonas, Christian Büchel, Anja Feldmann, Kai-Uwe Hinrichs, Anthony A. Hyman, Bernhard Keimer, Franz Pfeiffer, Joachim Friedrich Quack, Gabriele Sadowski und Christine Silberhorn werden mit dem Gottfried-Wilhelm-Leibniz-Preis ausgezeichnet.[34]

### Donnerstag, 17. März 2011

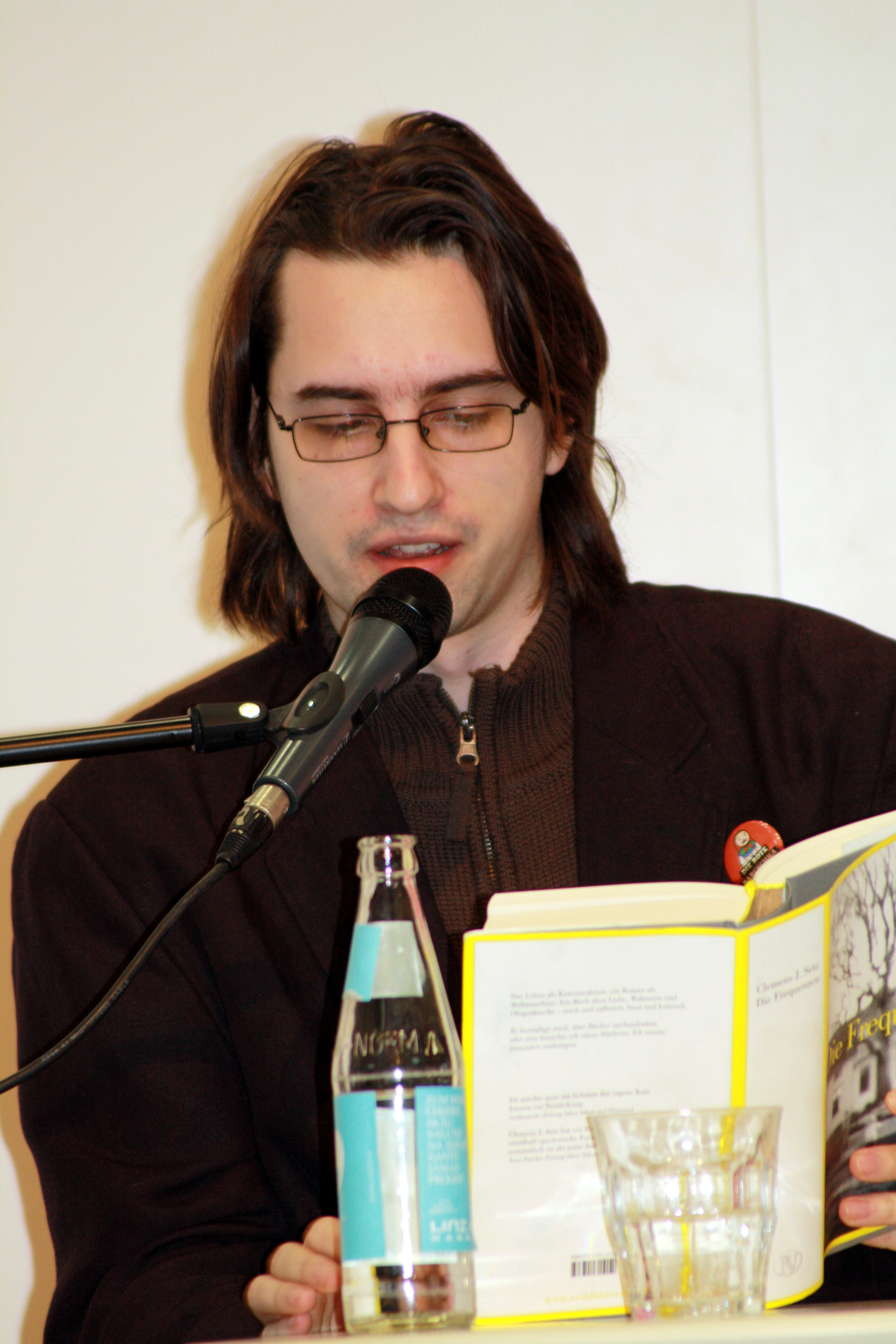
Clemens J. Setz

- Abidjan/Elfenbeinküste: Bei einem Artillerieangriff auf einen Marktplatz kommen mindestens 25 Menschen ums Leben.[35]
- Leipzig/Deutschland: Der Schriftsteller Clemens J. Setz, der Sachbuchautor Henning Ritter und die Übersetzerin Barbara Conrad werden mit dem Preis der Leipziger Buchmesse ausgezeichnet.[36]
- Miranshah/Pakistan: Bei einem Angriff einer US-Drohne auf Taliban in Nord-Wasiristan kommen mindestens 38 Menschen ums Leben und mehr als zehn weitere werden verletzt.[37]
- New York/Vereinigte Staaten: Der Sicherheitsrat der Vereinten Nationen beschließt in einer Resolution zur Situation in Libyen die Einrichtung einer Flugverbotszone und „erforderliche Maßnahmen“ zum Schutz der Zivilbevölkerung in dem Land.[38]
- Port-au-Prince/Haiti: Der ehemalige Präsident Jean-Bertrand Aristide kehrt nach sieben Jahren aus seinem südafrikanischen Exil zurück.[39]

### Freitag, 18. März 2011

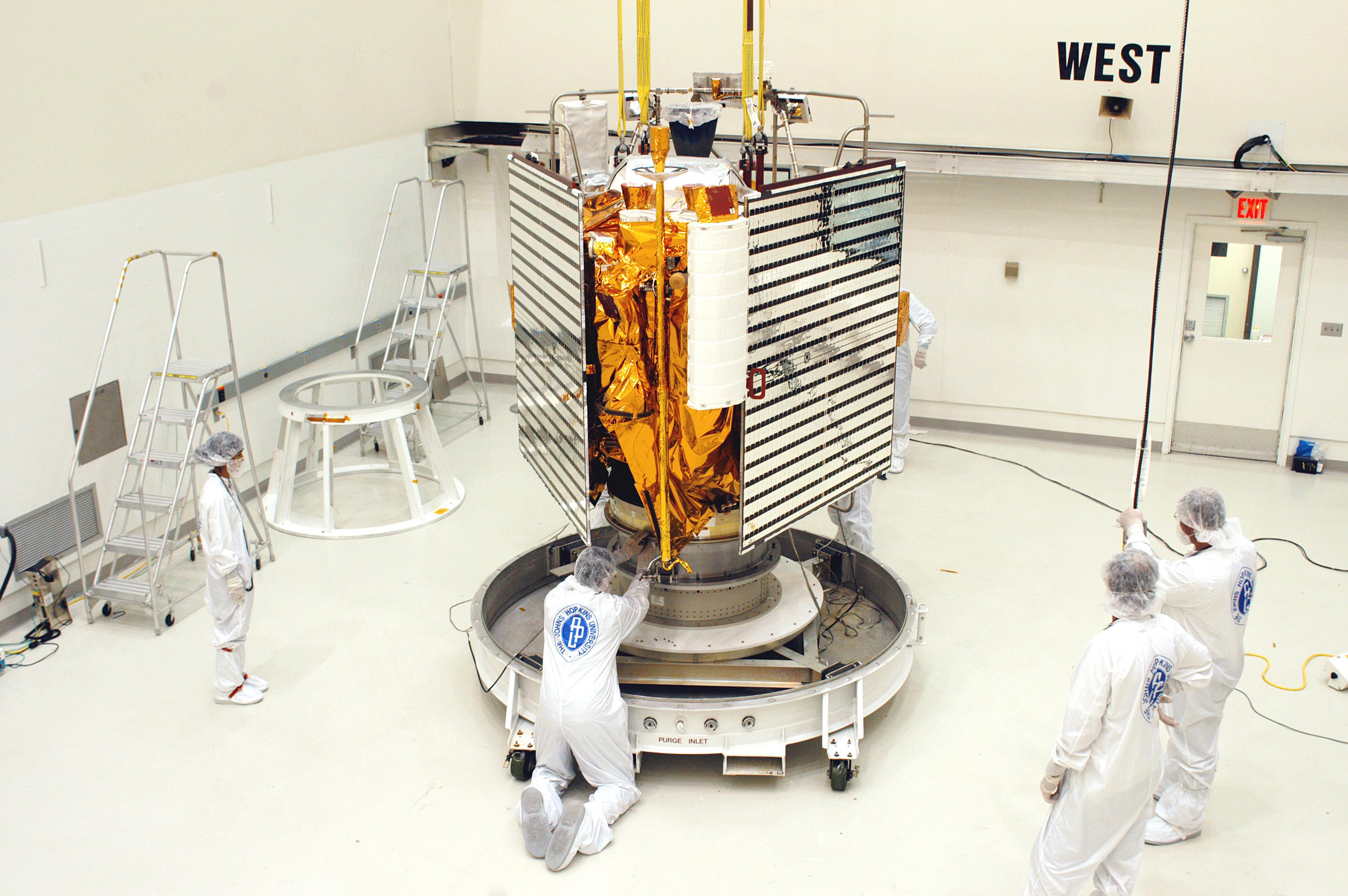
Der NASA-Orbiter Messenger

- Dar'ā/Syrien: Ausgehend von der Stadt im Süden des Landes kommt es landesweit zu Protesten, die von der Polizei teilweise gewaltsam aufgelöst werden, zudem werden mehrere Regimekritiker verhaftet. Als Reaktion auf die Demonstrationen wird der Gouverneur des Gouvernements Dar'a zwei Tage später von Staatspräsident Baschar al-Assad entlassen.[40]
- Sanaa/Jemen: Bei einem Angriff von Regierungstruppen auf Demonstranten kommen mindestens 52 Menschen ums Leben und mehr als 126 weitere werden verletzt, anschließend ruft Präsident Ali Abdullah Salih den Ausnahmezustand aus.[41]
- Washington, D.C./Vereinigte Staaten: Mit der Merkursonde MESSENGER der NASA schwenkt erstmals ein Orbiter in die Umlaufbahn des Planeten ein.[42]

### Samstag, 19. März 2011
- Kairo/Ägypten: Bei dem Verfassungsreferendum stimmen 77,2 % der Wahlberechtigten für die von einem Verfassungskomitee ausgearbeitete und vom Militärrat autorisierte Verfassung.[43]
- Lenzerheide/Schweiz: Die deutsche Skirennläuferin Maria Riesch gewinnt zum ersten Mal den Gesamtweltcup, während bei den Herren der Kroate Ivica Kostelić erfolgreich ist.[44]
- Tripolis/Libyen: Im Anschluss an die Resolution des Sicherheitsrates der Vereinten Nationen beginnt der Militäreinsatz gegen Truppen des Machthabers Muammar al-Gaddafi.[45]

### Sonntag, 20. März 2011
- Dharamsala/Indien: Parlamentswahlen der tibetischen Exilregierung[46]
- Magdeburg/Deutschland: Bei der Landtagswahl in Sachsen-Anhalt wird die CDU unter Spitzenkandidat Reiner Haseloff mit 32,5 % der Stimmen stärkste Partei. Die Linke mit 23,6 %, die SPD mit 21,5 % und die Grünen mit 7,1 % sind ebenfalls im künftigen Landtag vertreten; die FDP verfehlt hingegen mit 3,8 % den erneuten Einzug.[47]
- Oslo/Norwegen: Der Biathlet Tarjei Bø gewinnt zum ersten Mal den Gesamtweltcup der Herren, während die Finnin Kaisa Mäkäräinen beim Gesamtweltcup der Damen erfolgreich ist.
- Port-au-Prince/Haiti: Michel Martelly gewinnt die Stichwahl um das Präsidentschaftsamt gegen Mirlande Manigat.[48]

### Montag, 21. März 2011
- Brazzaville/Republik Kongo: Bei einem Flugzeugabsturz kommen mindestens 14 Menschen ums Leben.[49]
- Brüssel/Belgien: Die Finanzminister der Euro-Gruppe beschließen die Modalitäten des dauerhaften Stabilisierungsmechanismus, durch den Schuldenkrisen in der Europäischen Währungsunion verhindert werden sollen.[50]

### Dienstag, 22. März 2011

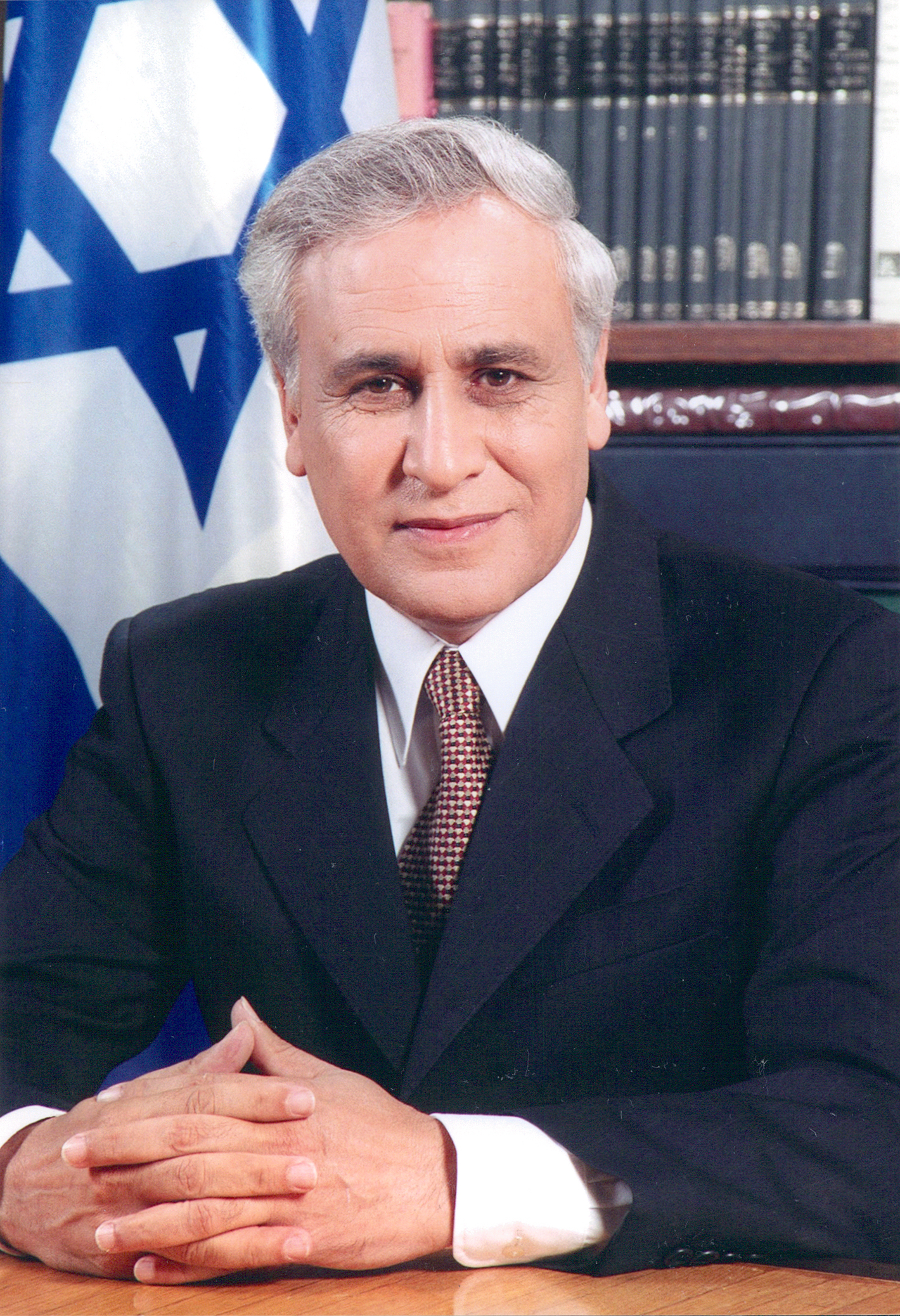
Mosche Katzav (2007)

- Tel Aviv/Israel: Das Bezirksgericht verurteilt den früheren israelischen Staatspräsidenten Mosche Katzav wegen Vergewaltigung zu sieben Jahren Haft.[51]

### Mittwoch, 23. März 2011

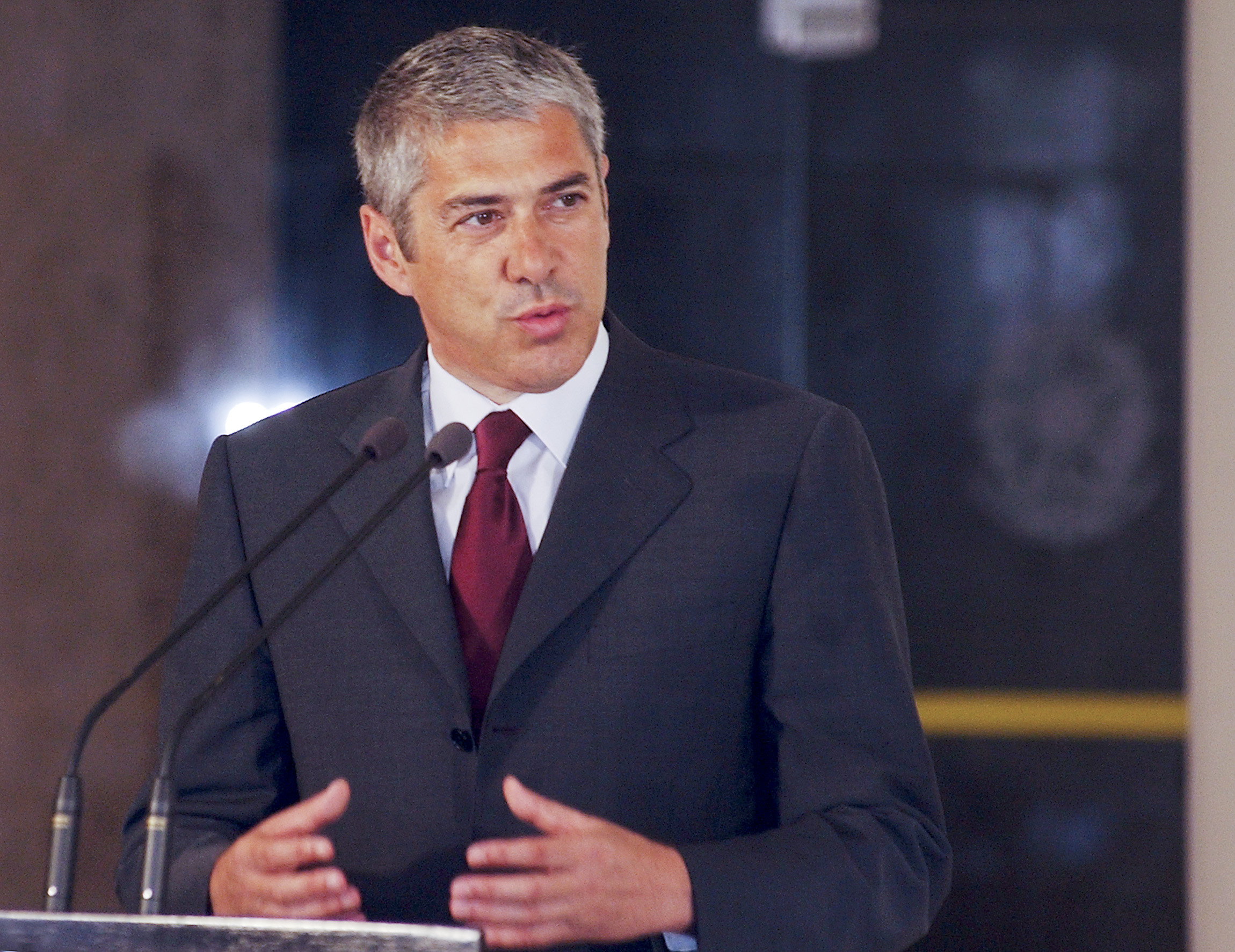
José Sócrates (2006)

- Brüssel/Belgien: Das Europäische Amt für Betrugsbekämpfung leitet gegen die Europa-Parlamentarier Ernst Strasser, Zoran Thaler und Adrian Severin Schnellverfahren wegen des Verdachts der Korruption ein.[52]
- Lissabon/Portugal: Premierminister José Sócrates tritt nach einer gescheiterten Abstimmung über den Sparhaushalt seiner Regierung von seinem Amt zurück.[53]
- Oslo/Norwegen: Der US-amerikanische Mathematiker John Willard Milnor wird mit dem Abelpreis ausgezeichnet.[54]

### Donnerstag, 24. März 2011

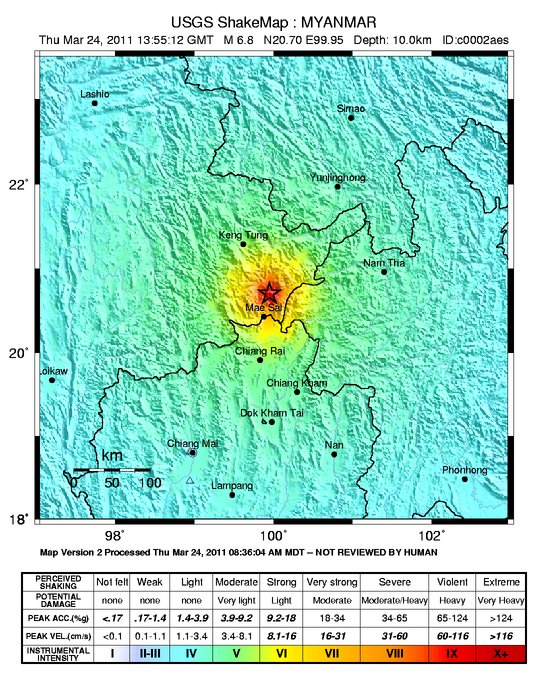
Schematische Darstellung des Erdbebens in Myanmar

- Berlin/Deutschland: Bei der 20. Echoverleihung wird die Online-Videoclip-Plattform iTunes Store der Firma Apple Inc. als Handelspartner des Jahres ausgezeichnet.
- Naypyidaw/Myanmar: Bei einem Erdbeben der Stärke 6,8 Mw im Grenzgebiet zu Laos und Thailand kommen mindestens 75 Menschen ums Leben.[55]

### Freitag, 25. März 2011
- Berlin/Deutschland: Der Bundestag beschließt, dass sich die Bundeswehr mit bis zu 300 Soldaten an AWACS-Aufklärungsflügen über Afghanistan beteiligen wird.[56]
- Ottawa/Kanada: Die konservative Minderheitsregierung unter Premierminister Stephen Harper wird durch ein Misstrauensvotum gestürzt, wodurch es im Mai zu vorgezogenen Neuwahlen kommen wird.[57]

### Samstag, 26. März 2011

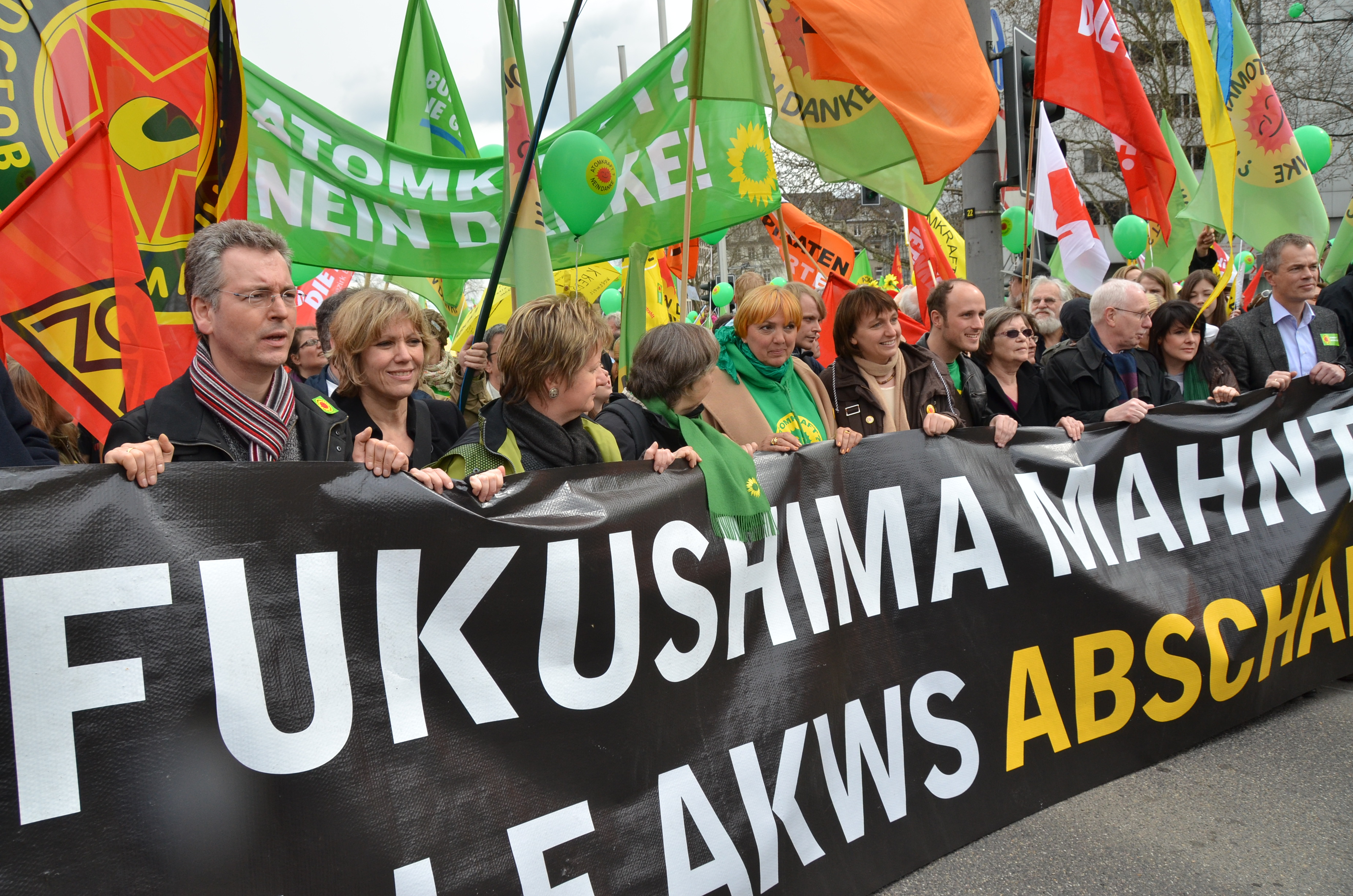
Anti-Atomkraft-Demonstranten

- Berlin, Köln/Deutschland: In mehreren Städten des Landes demonstrieren insgesamt um die 250.000 Atomkraftgegner für einen sofortigen „Atomausstieg“.[58]

### Sonntag, 27. März 2011

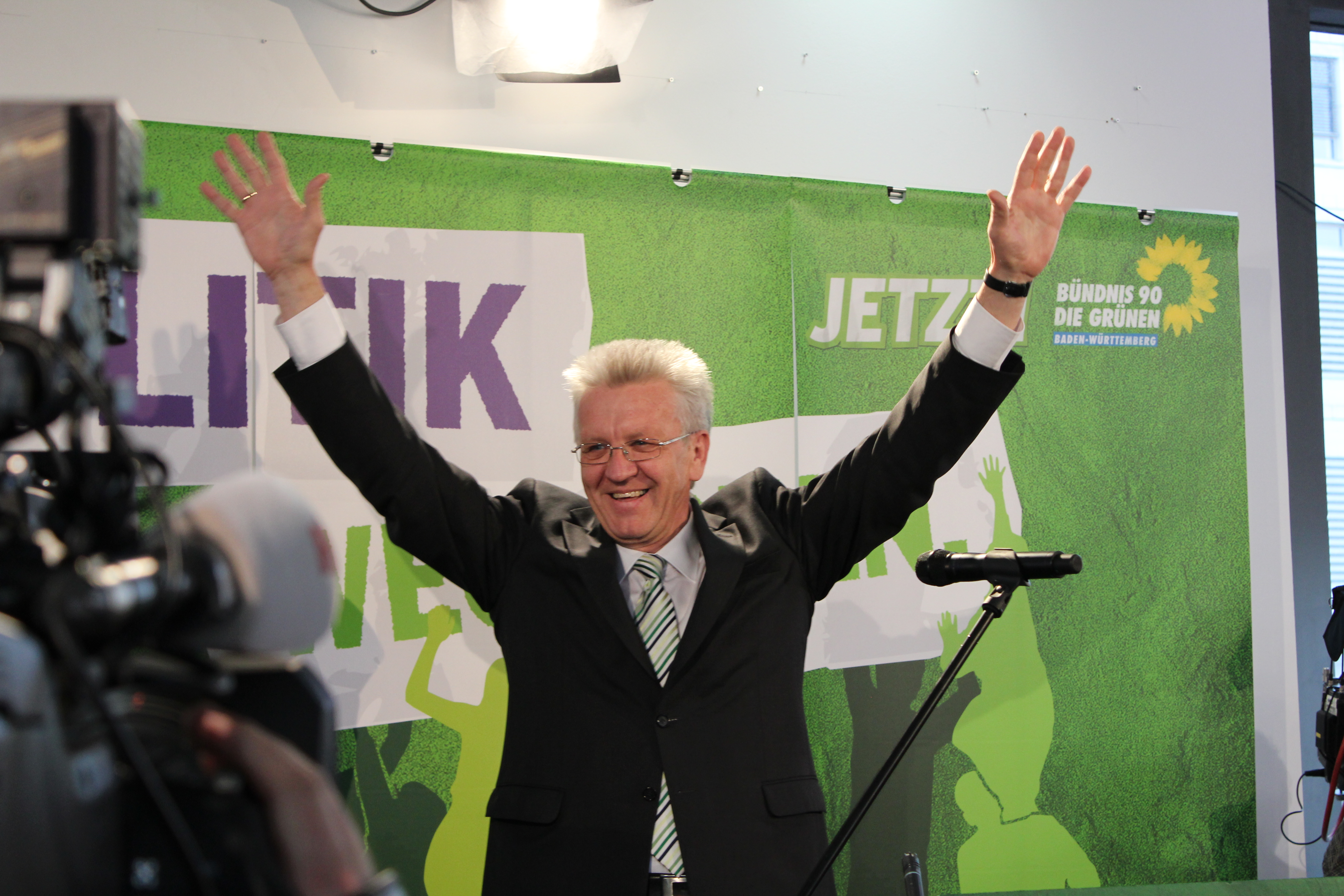
Kretschmann wird erster „grüner“ Ministerpräsident

- Damaskus/Syrien: Präsident Baschar al-Assad hebt das seit 1963 geltende Notstandsgesetz auf und erfüllt damit eine der Forderungen der Demonstranten.[59]
- Mainz/Deutschland: Bei der Landtagswahl in Rheinland-Pfalz verliert die bislang allein regierende SPD unter Ministerpräsident Kurt Beck zwar 9,9 Prozentpunkte, bleibt aber mit 35,7 % der Stimmen knapp stärkste Kraft vor der CDU mit 35,2 %. Die Grünen erreichen 15,4 % und die FDP verfehlt mit 4,2 % den erneuten Einzug in den Landtag.[60]
- Stuttgart/Deutschland: Bei der Landtagswahl in Baden-Württemberg erreichen die bislang regierenden CDU und FDP 39,0 % und 5,3 % der Stimmen. Die Grünen unter Spitzenkandidat Winfried Kretschmann erreichen mit 24,2 % ihr bestes Ergebnis bei einer Landtagswahl überhaupt; die SPD kommt auf 23,1 %.[61]
- Wiesbaden/Deutschland: Kommunalwahl und Volksabstimmung in Hessen

### Montag, 28. März 2011
- Chast/Afghanistan: Bei mehreren Anschlägen der Taliban in der Provinz Paktika im Südosten des Landes kommen mindestens 24 Menschen ums Leben und mehr als 53 weitere werden verletzt.[62]
- Priština/Kosovo: Das Verfassungsgericht erklärt die Wahl von Präsident Behgjet Pacolli vom Februar für verfassungswidrig.[63]
- Sanaa/Jemen: Bei der Explosion in einer Munitionsfabrik im Gouvernement Abyan im Süden des Landes kommen mindestens 110 Menschen ums Leben und mehr als 150 weitere werden verletzt.[64]

### Dienstag, 29. März 2011
- Damaskus/Syrien: Nach anhaltenden Protesten verkündet die Regierung unter Ministerpräsident Muhammad Nadschi al-Utri ihren Rücktritt, während Präsident Baschar al-Assad weiterhin im Amt bleibt.[65]
- Los Angeles/Vereinigte Staaten: Der portugiesische Architekt Eduardo Souto de Moura wird mit dem Pritzker-Preis ausgezeichnet.[66]
- Näs/Schweden: Der diesjährige Astrid-Lindgren-Gedächtnis-Preis geht an den australischen Schriftsteller und Illustrator Shaun Tan.[67]
- Tikrit/Irak: Bei einer Geiselnahme im Regionalparlament kommen mindestens 65 Menschen ums Leben.[68]

### Mittwoch, 30. März 2011
- Duékoué/Elfenbeinküste: Bei Kämpfen zwischen Anhängern von Präsident Alassane Ouattara und dessen Amtsvorgänger und Widersacher Laurent Gbagbo sterben mehr als 800 Menschen.[69]
- London/Vereinigtes Königreich: Mussa Kussa gibt seinen Rücktritt als libyscher Außenminister bekannt.[70]
- Naypyidaw/Myanmar: Der bisherige Ministerpräsident Thein Sein wird als Staatspräsident vereidigt und die Militärjunta durch eine Zivilregierung abgelöst.[71]

## Weblinks

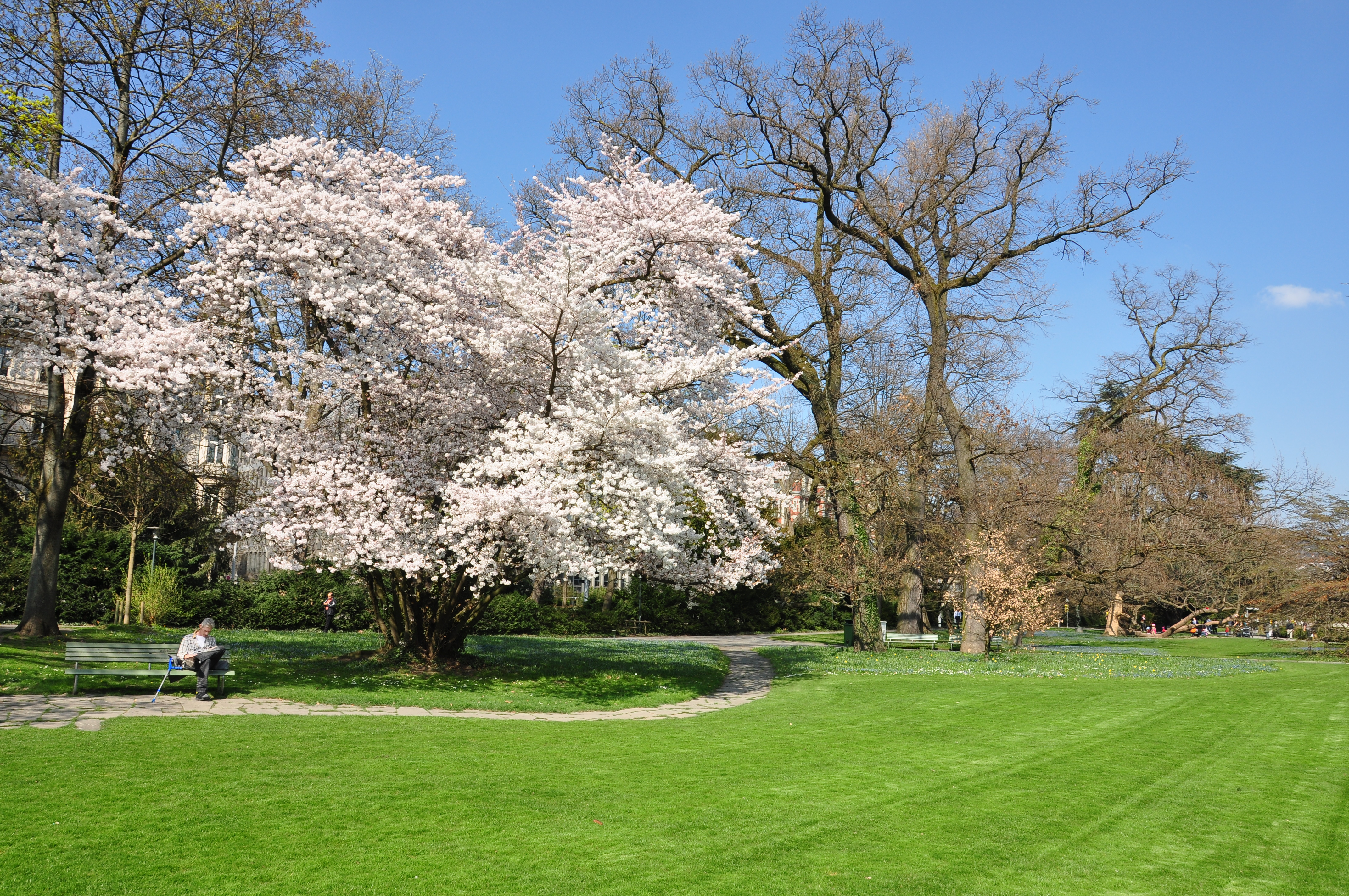
Zürich im März 2011

### Donnerstag, 31. März 2011
- Mamoudzou/Mayotte: Die 374 km² große Insel Mayotte im Indik wird zum 101. Département der Republik Frankreich. Damit einhergehend ist ihr neuer Status als Überseegebiet der Europäischen Union und ihre Teilnahme an der Gemeinschaftswährung Euro.[72]